# Omaha Motor Car Company
Omaha Motor Car Company war ein US-amerikanischer Hersteller von Automobilen.

## Unternehmensgeschichte
David W. Henry war Chefingenieur bei der Colby Motor Company, bevor er entlassen wurde. Er wechselte nach Omaha in Nebraska. Dort gründete er Anfang 1912 mit Hilfe von örtlichen Geschäftsleuten das neue Unternehmen. Im April desselben Jahres begann die Produktion von Automobilen. Der Markenname lautete Omaha. Da die eigene Fabrik noch nicht fertig war, fand die Produktion zunächst bei der Stroud Machine Company in der unmittelbaren Nachbarschaft statt. Ab Mai 1912 wurden die ersten Fahrzeuge ausgeliefert. Es ist unklar, ob die eigene Fabrik jemals fertig wurde. 1913 endete die Produktion. Im September 1913 folgte der Bankrott.

## Fahrzeuge
Das einzige Modell war das Model 30. Es hatte einen Vierzylindermotor. 103,1875 mm Bohrung und 114,3 mm Hub ergaben 3823 cm³ Hubraum. Die Motorleistung von 30 PS wurde über eine Kardanwelle an die Hinterachse übertragen. Einziger Aufbau war ein Tourenwagen mit fünf Sitzen. Das Leergewicht war mit rund 907 kg angegeben.